# 르네 굴렌 드 루도니에르

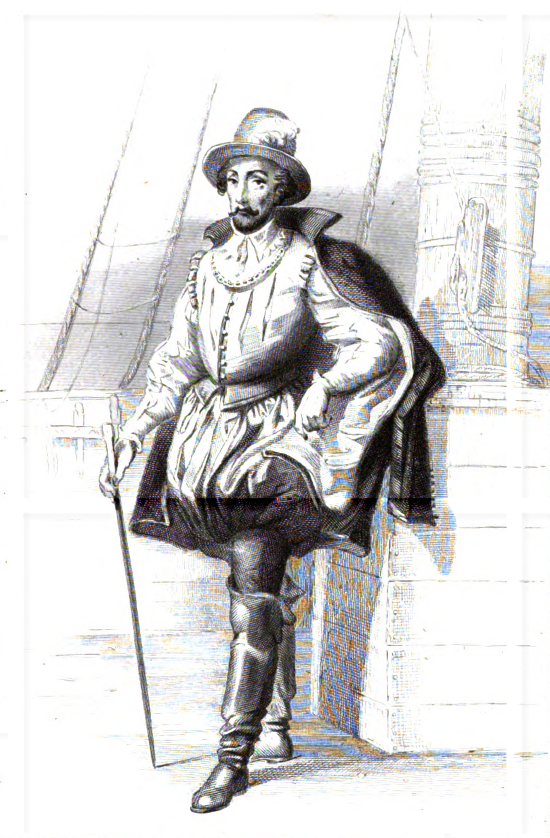
1846년에 묘사된 루도니에르

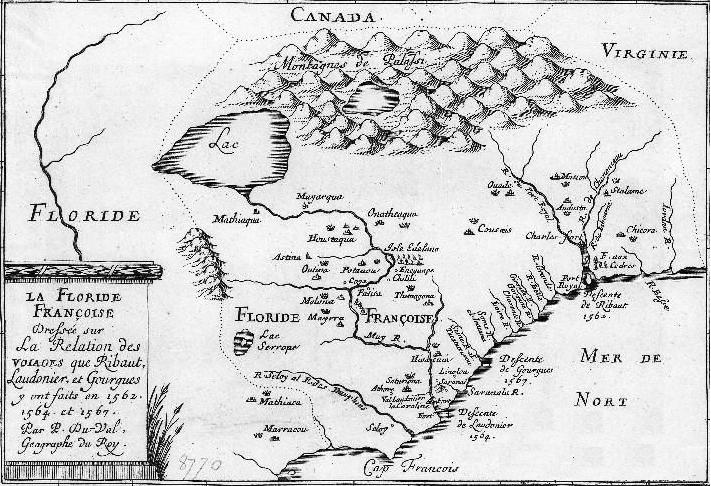
La Floride françoise (프랑스령 플로리다), 피에르 뒤 발, 17 세기.

르네 굴렌 드 루도니에르(c. 1529-1574)는 프랑스의 위그노 탐험가였으며 현재 플로리다주 잭슨빌에 있는 포트 캐롤라인에 프랑스 식민지를 설립했다. 위그노인 가스파르 드 콜리니 제독은, 장 리보와 루도니에르를 보내 프랑스 개신교도가 정착하기에 적합한 플로리다의 잠재적 장소를 탐색했다.

## 일대기
루도니에르는 프랑스 푸아투에서 온 위그노 귀족이자 상인 선원이었다. 그의 생년월일과 가족 기원은 현재 알려지지 않았다. 일부 역사가들은 낭트 근처의 루도니에르의 굴렌 가문에 그를 연결한다. 이와 경쟁하는 주장으로는 그가 사블르 돌론느의 보르도인이라고 주장한다. 두 이론을 뒷받침하는 동시대 기록은 없다.
1562년, 루도니에르는 장 리보 (Jean Ribault)의 지휘 하에 플로리다로 여행하는 위그노 원정대의 2인자로 임명되었다. 1562년 2월에 출발한 원정대는 현재의 사우스 캐롤라이나인 샤를스포트에 작은 정착지를 건설한 후 7월에 집으로 돌아 왔다.
프랑스 종교 전쟁이 프랑스 가톨릭과 위그노 사이에 발발한 후, 장 리보는 프랑스에서 영국으로 피난을 갔다. 한편 위그노는 플로리다로의 또 다른 원정을 계획했고 루도니에르는 리볼트의 부재로 지휘권을 받게 된다. 1564년, 샤를 9세로부터 루도니에르는 50,000 크라운을 받았고 3척의 배와 300명의 위그노 식민지 주민과 함께 플로리다로 돌아왔다.

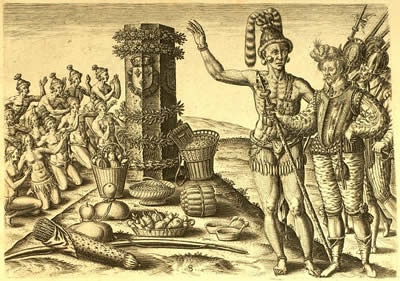
티무쿠아 왕 사투리와의 아들 아토레가 리볼트에 의해 지어진 기념비를 루도니에르에게 보여주고 있다.

루도니에르는 1564년 6월 22일에 메이 강 (현재 세인트 존스 강이라고 함) 하구에 도착했다. 그는 강을 따라 항해하여 마침내 샤를 9세의 이름을 딴 포트 샤를린, 현재의 잭슨빌에 도착했다. 루도니에르는 식민지 개척자들에게 우호적인 티무쿠아 족장 사투리와(Saturiwa)와 접촉하여 리볼트가 남긴 기념물 주변에 지은 사당을 보았다. 일부 남성들이 육체 노동에 대해 불평하자 루도니에르는 그들을 프랑스로 돌려 보냈다.
식민지는 번성하지 않았고 티무쿠아 족으로부터 음식을 얻어야만 했다. 식민지 주민들은 이에 대해 불평했고, 결국 소규모의 주민들이 배를 차지하고 해적이 되기 위해 멕시코만까지 항해했다. 식민지 출신의 탈영자들은 더 이상 음식을 주지 않는 티무쿠아 족에게 분노했다. 식민지 주민들은 도토리와 뿌리에 식생활을 의존해야 했고, 마침내 그들은 반란을 일으켰다.
1565년 8월 3일, 루도니에르는 식민지 주민들을 다시 프랑스로 돌려보내기 위해 지나가던 사략선 선장 존 호킨스에게 음식과 배를 구입했다. 그가 떠나기 적합한 호의적인 바람을 기다리는 동안 장 리보는 9월 10일 600명 이상의 정착민과 군인을 데리고 도착했다. 리보는 루도니에르에게 자신의 권위를 루도니에르에게 박탈당했다고 알림과 동시에, 그 보상으로 식민지에 대한 비공식적인 공동 섭정을 제안했다. 그러나 프랑스로 돌아가기로 결심한 루도니에르는 이 합의를 받아들이지 않았다.
페드로 멘데즈 데 아빌레스 총독이 지휘하는 스페인 함대가 등장한 사건이 루도니에르의 프랑스행 여정을 방해했다. 스페인은 1513년 후안 폰세 데 레온의 항해로 인한 플로리다의 발견에 대한 오랜 주장과 4개의 다른 탐험을 근거로 삼았다. 당시 최고의 해군 장교 중 한 명인 멘데즈는 스페인 국왕 필립 2세에 의해 함대와 800명의 스페인 정착민들과 함께 플로리다에서 프랑스 신교도를 제거하라는 구체적인 지시와 함께 파견되었다. 멘데즈의 함대는 세인트 존스 강 하구에서 리보의 함선을 격퇴하고 승선하려 했으나 급격히 나빠진 바다가 두 제독의 손을 모두 들어주지 않았다. 스페인 제독은 남쪽으로 64km 떨어진 대서양 플로리다 해안의 다음 깊은 입구까지 항해했다. 스페인군은 1565년 8월 28일 셀로이의 티무쿠아 인디언 마을 근처에 상륙하여 프랑스의 공격을 예상하고 급히 야전 요새를 일부 토벌하였다. 리보는 1565년 9월 10일 남쪽으로 항해를 시작했고, 대부분의 군인을 데리고 세인트 어거스틴에 새로 설립된 스페인의 토공과 야자 나무 캠프를 공격했다. 그는 100명의 남자를 데리고 루도니에르에게서 떠났으나 그 중 군인은 오직 20명 뿐이었다.

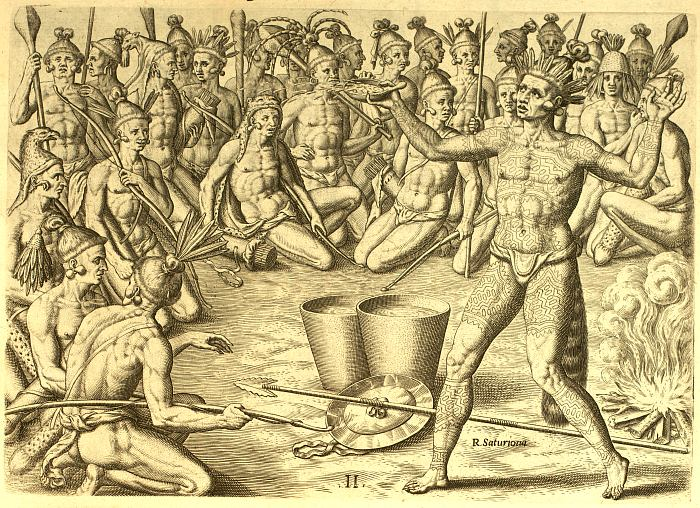
자크 르 무안의 그림을 기반으로 한 것으로 추정되는 테오도르 데 브리의 판화 중 하나는 전투를 준비하는 사투리와 족장을 묘사 한 것이다.

바다에서 일어난 허리케인이 이는 동안 멘데즈는 포트 샤를린을 공격하기 위해 9월 20일, 스페인 군대를 북쪽으로 40 마일 (64 km) 떨어진 육로로 보냈다. 그들은 경무장한 위그노 수비대를 압도하고 남성 식민지 정착민 대부분, 약 140명의 남성과 60명의 여성과 아이들을 죽였다. 루도니에르와 40 ~ 50명의 다른 이들은 가까스로 탈출했다. 그는 리보의 아들이 세 척의 배와 함께 정박해 있는 강 어귀로 향했다. 그는 젊은 리보의 아들과 항해를 시작했으나, 결국 혼자 배를 항해하며 집으로 향했고 예기치 않게 웨일즈에 착륙했다.
한편 장 리보의 함대는 포트 샤를린에 대한 스페인의 접근을 방해했던 동일한 허리케인과 맞닥뜨렸다. 폭풍은 프랑스 함대를 남쪽으로 수 마일 떨어진 현재의 데이토나 해변으로 몰아넣어 모든 전함을 파괴했다. 리보와 수백 명의 다른 생존자들이 해변으로 떠내려갔고, 해변을 따라 북쪽으로 걷기 시작했다. 마탄사스 강에서 스페인 순찰대는 이러한 프랑스 군을 만나 포로로 잡았다. 스페인 왕의 명시적 칙령에 따라 모든 이단자들은 모래 언덕 뒤로 끌려가 처형당했다. 자백한 가톨릭 신자들과 젊은 음악가 일부만이 목숨을 부지할 수 있었다. 장 리보는 그의 부하 약 350명과 함께 처형되었다. 1565년 10월 중순, 스페인 국왕 필립 2세의 의사에 따라 플로리다 해안에 있는 프랑스의 군사력이 소멸되었다.
브리스톨과 런던을 통해 육로로 여행하던 루도니에르는 아마도 1565년 12월에 파리에 도착한 것으로 보인다. 물랭의 왕실에 상황을 보고한 후, 루도니에르는 역사의 뒤안길로 사라졌다. 몇 년 후 그는 1572년 라로셸에서 상인 선원으로 등장했다. 그는 위그노에 대한 성 바르톨로메오 축일의 학살을 피해 도망갔고, 1574년 생제르멩앙레에서 사망했다. 그의 회고록 프랑스의 함장이자 조종사가 만든 세 개의 상징적인 여행을 담은 플로리다의 유명한 역사는 1586년에 출판되었다.